# Francisco Lasala
Francisco Lasala (Montevideo, 1805 - marzo de 1859), fue un militar uruguayo que participó en la Guerra del Brasil, en la Guerra Grande y en las guerras civiles argentinas.

## Biografía
Era sobrino del después general Manuel Oribe. Cuando los portugueses ocuparon Montevideo, pasó con su familia a Buenos Aires.
En 1825, al comenzar la Guerra del Brasil, se unió al ejército de observación sobre la Banda Oriental, en el Regimiento de Coraceros comandado por Juan Lavalle. Participó de los asedios de Colonia y Montevideo, y de la campaña hacia el Brasil, incluyendo las batallas de Ituzaingó y Camacuá. Volvió al sitio de Montevideo a órdenes de su tío Oribe, e hizo con él la campaña contra Fructuoso Rivera en las Misiones Orientales. Quedó incorporado al ejército oriental, en el cual hizo la campaña contra las revoluciones de Lavalleja.
Cuando Oribe llegó a la presidencia, fue nombrado Capitán del Puerto de Montevideo hasta que – por presión de Francia – Oribe fue obligado a renunciar a la presidencia en favor de Rivera.
Se exilió en Buenos Aires en abril de 1839, y se incorporó – junto con su tío – al ejército del gobernador entrerriano Pascual Echagüe. Combatió en las batallas de Don Cristóbal, Sauce Grande y Quebracho Herrado. En 1841 fue nombrado jefe del estado mayor del ejército de Oribe, con el cual hizo la campaña de La Rioja. Al frente de un regimiento de caballería se incorporó al ejército del general Ángel Pacheco, con el que hizo la campaña de Cuyo, y participó en la batalla de Rodeo del Medio, en la que capturó la artillería enemiga. Hizo la campaña de Entre Ríos con su tío, reemplazó al general Eugenio Garzón como jefe de Estado Mayor, y en ese puesto participó en la victoria de Arroyo Grande.
Participó en el sitio de Montevideo y en la organización política y militar del gobierno del Cerrito, derrotando a José Garibaldi en el combate de Tres Cruces, en julio de 1843.
Cuando Urquiza, después de su pronunciamiento contra Rosas, invadió el Uruguay, quedó al mando de las fuerzas del ejército de Oribe que no se pasaron al enemigo. Pero, viendo que nada podía hacer, capituló con él y se sometió a las nuevas autoridades uruguayas.
Redactó las ordenanzas militares para el nuevo ejército. En 1858 combatió a órdenes del general Anacleto Medina contra la invasión de César Díaz en Paso de Quinteros.
Falleció en Montevideo en marzo de 1859.